# Pietro Paolo Bonzi
Pietro Paolo Bonzi o Bonsi, noto anche con lo pseudonimo di Gobbo dei Carracci o Gobbo dei frutti (Cortona, 1576 – Roma, 1636), è stato un pittore italiano.

## Biografia
Si formò artisticamente a Bologna presso gli esponenti della scuola carraccesca, da cui prese lo pseudonimo, ma lavorò prevalentemente a Roma.
Assieme al Salini si perfezionò all'accademia privata dei Crescenzi, dilettandosi in varie tendenze pittoriche, dal ritratto al paesaggio.
Tra il 1620 e il 1624 operò nella galleria di palazzo Mattei assieme al Tassi e a Pietro da Cortona, eseguendo 'bizzarrie' con festoni di frutta.

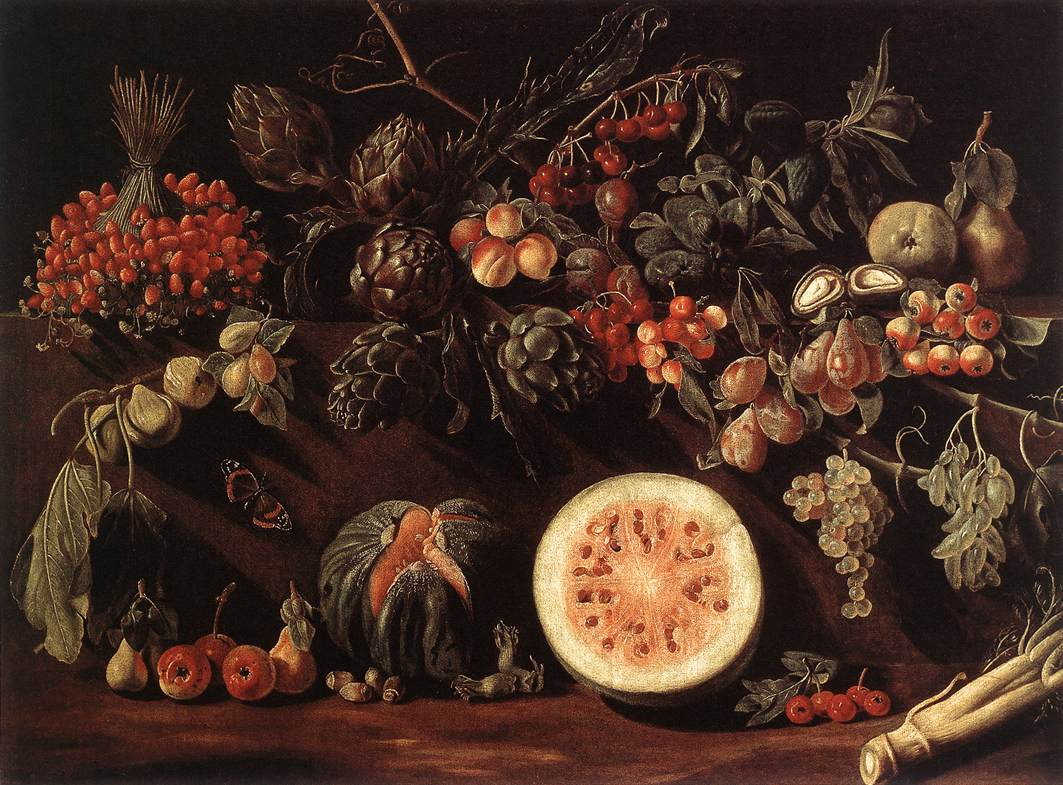
Frutta, vegetali e farfalla, 1620

Le opere di Bonzi sono presenti nell'inventario di Giustiniani e del principe Lorenzo Onofrio Colonna.
Un'altra commissione citata dal Baglione incluse lavori al Palazzo Pallavicini-Rospigliosi.
I suoi temi più ricorrenti risultarono le nature morte con frutta, come La verduriera di casa Palencia a Madrid e quelle nella collezione Wetzlar di Cannero e Lorenzelli di Bergamo, firmate 'Pietro Paolo da Cortona'.

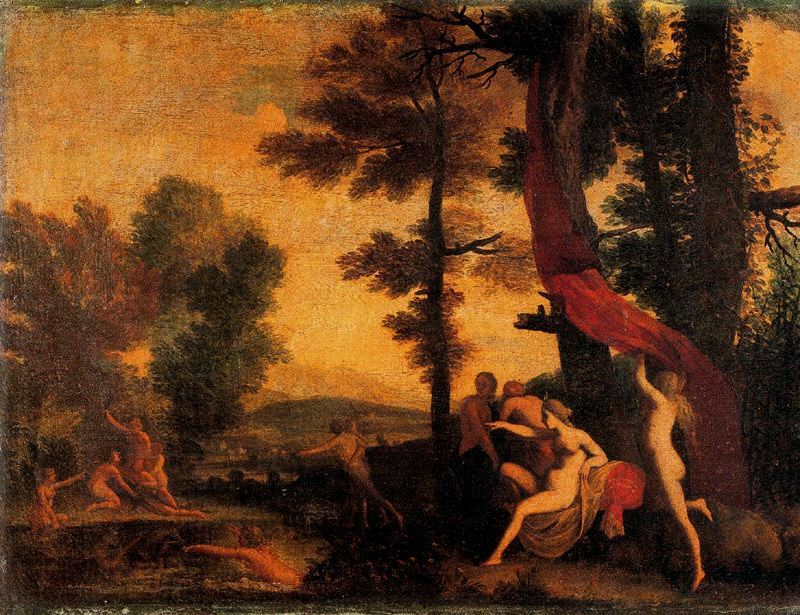
Diana e la ninfa Callisto, Palazzo Pitti, Firenze

È da notare come alcune opere attribuite in un primo tempo a Bonzi, furono successivamente assegnate al Salini.
Tra le attribuzioni, sulle quali i critici d'arte non concordano, si possono menzionare  un San Pietro e santa Caterina per la chiesa romana di Santa Maria della Rotonda; un Fanciullo con colomba, già a Monaco, i Paesaggi dei giardini dei cardinali Montalto e Pio; il Paesaggio per il casino Ludovisi, i Paesaggi per i palazzi Giustiniani e Rospigliosi. L'Incredulità di san Tommaso (1633), sempre per la chiesa della Rotonda al Pantheon, fu invece certamente eseguita da Bonzi.

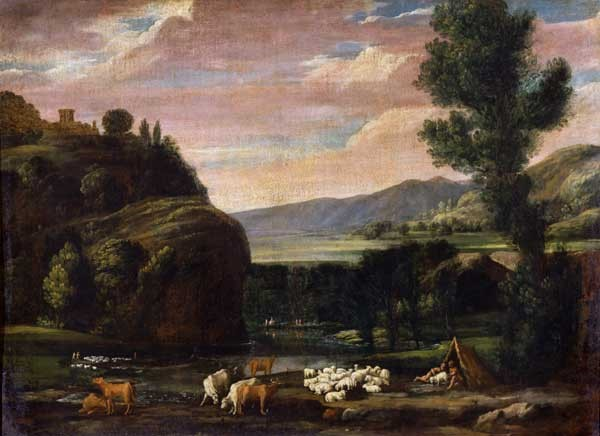
Paesaggio, Museo Capitolino

Le sue nature morte, diversamente dal Salini, non subirono l'influenza caravaggesca, ma evidenziarono caratteristiche accademiche manieristiche, basate su un'illuminazione concorde sui singoli frutti e non di sintesi, rafforzata da un gusto del vero e da una certa compostezza.
Bonzi nel 1634 fu iscritto all'Accademia nazionale di San Luca e negli ultimi anni di vita abitò vicino al Domenichino.